# Benedetta d'Este
Benedetta d'Este, född 18 augusti 1697, död 17 september 1777, var en italiensk prinsessa. Hon var regent i hertigdömet Modena och Reggio under 1737. 
Benedetta var dotter till Rinaldo III av Este och Charlotte av Braunschweig-Lüneburg. Hon gifte sig aldrig. Benedetta var regent i hertigdömet Modena och Reggio som ställföreträdare för sin frånvarande bror Francesco III av Este mellan oktober och december 1737, i samregering med sin syster Amalia d'Este.